# Janet Whitaker, Baroness Whitaker

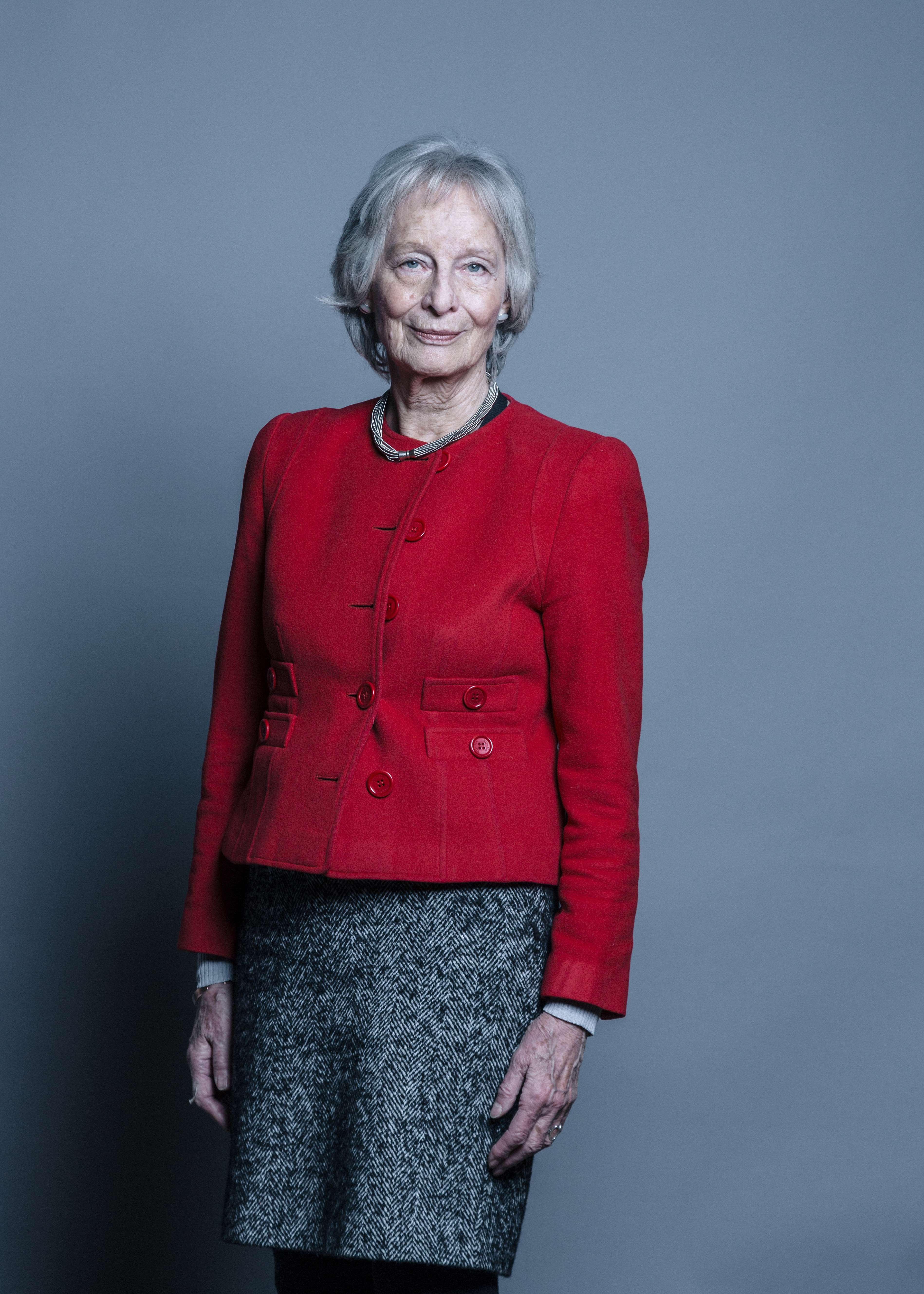
Janet Whitaker, Baroness Whitaker

Janet Alison Whitaker, Baroness Whitaker (* 20. Februar 1936) ist eine britische Politikerin der Labour Party, die seit 1999 Mitglied des House of Lords ist.

## Leben
Janet Whitaker war zwischen 1985 und 2006 Friedensrichterin und daneben von 1995 bis 2000 Mitglied des Arbeitsgerichts (Employment Tribunal). Zusätzlich war sie von 1996 bis 1999 stellvertretende Vorsitzende sowie Vorsitzende des Rates für Rassengleichheit des London Borough of Camden sowie zwischen 1997 und 2001 Mitglied des Direktorium des Trust des National Health Service (NHS) für die Tavistock Clinic und die Portman Clinic. Schließlich war sie zwischen 1998 und 1999 Mitglied der Prüfungskommission für Einwanderungsbeschwerden und von 1998 bis 2001 auch Vorsitzende des 1854 von Frederick Denison Maurice gegründeten Working Men’s College für Männer und Frauen.
Am 5. August 1999 wurde sie durch ein Letters Patent als Life Peeress mit dem Titel Baroness Whitaker, of Beeston in the County of Nottinghamshire, in den Adelsstand erhoben. Am 3. November 1999 folgte ihre Einführung als Mitglied des House of Lords.
In der Folgezeit war sie zwischen 1999 und 2007 Verbindungsmitglied des Oberhauses (Liaison Peer) für internationale Entwicklung sowie 2009 Vorsitzende einer Befragungskommission zur Gestaltung des öffentlichen Beschaffungswesens sowie 2011 einer Befragungskommission für die Gestaltung der Bildung. Des Weiteren ist sie Mitglied der Internationalen Parlamentarischen Union (IPU) und der Parlamentarischen Versammlung des Commonwealth of Nations.
Zusätzlich fungierte sie zwischen 2001 und 2009 als Vorsitzende des Beratungsgremiums von Transparency International UK sowie von 2001 bis 2003 als stellvertretende Vorsitzende der Independent Transport Commission (ITC). Seit 2003 ist sie Mitglied des Rates des Overseas Development Institute (ODI), eine der führenden Denkfabrik für überseeische Entwicklung, sowie seit 2005 Mitglied des Beratungsgremiums des Britischen Instituts für Menschenrechte. Seit 2006 ist Baroness Whitaker Mitglied des Beratungsgremiums der britischen UN-Vereinigung.
Baroness Whitaker ist ferner Fellow des Working Men’s College sowie Vizepräsidentin der British Humanist Association (BHA) und des One World Trust, eine Einrichtung zur Förderung von Bildung und Forschung. Schließlich fungiert sie auch als Präsidentin der South-Downs-Gesellschaft.